# Auckland Island
Auckland Island (māori: Motu Maha) ist die größte Insel der zu Neuseeland gehörenden Inselgruppe der Aucklandinseln. Als Hauptinsel trägt sie den gleichen Namen wie die Inselgruppe, die 1806 von Kapitän Abraham Bristow bei ihrer Entdeckung zu Ehren William Edens, 1. Baron Auckland „Lord Auckland's“ genannt wurde.

## Geographie
Auckland Island liegt etwa 465 km südlich der Südinsel Neuseelands im südlichen Pazifischen Ozean. Mit 458,89 km² stellt sie mit Abstand die größte Insel des Archipels dar. Die Insel besitzt in ihrer Nord-Süd-Ausdehnung eine Länge von 40 km und misst an ihrer breitesten Stelle rund 12 km.

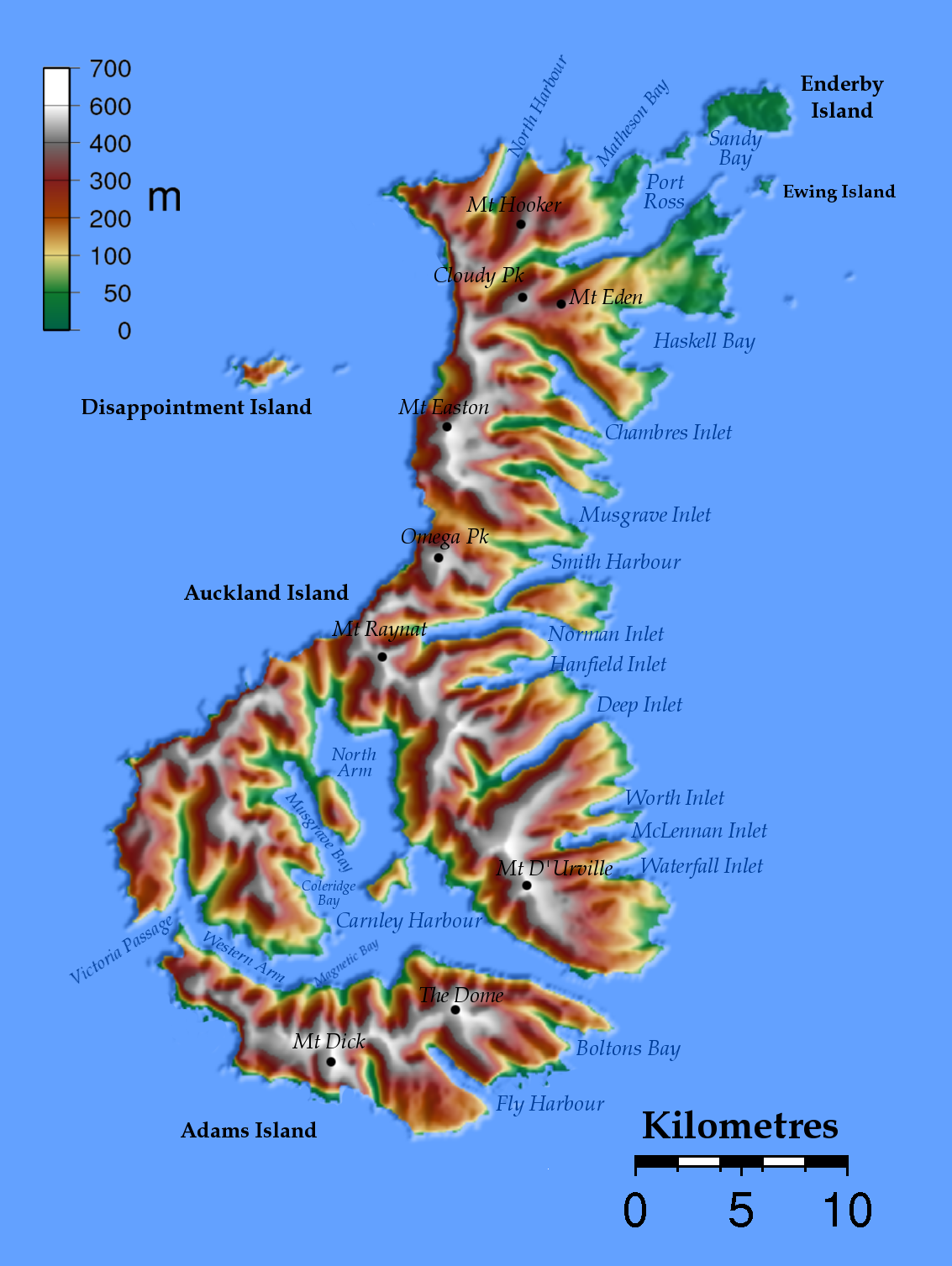
Hauptinsel der Auckland-Inseln

Die stark zerklüftete und bergige Insel ist geprägt von steilen Klippen aus Basalt an der Westküste, die bis zu 365 m aufragen, sowie zahlreichen Fjorden und Buchten an der Ostküste. Die höchste Erhebung mit 659 m liegt mit dem Cavern Peak ungefähr in der Mitte der Insel. Der westlichste Punkt von Auckland Island, Cape Lovitt, ist zugleich der westlichste Punkt Neuseelands. Am Port Ross, einem Fjord im Nordosten der Insel, liegt die historische Siedlung Hardwicke. Sie war Zentrum eines Siedlungsversuchs durch britische Einwanderer im Jahr 1850, der allerdings nach nur 2 Jahren und 9 Monaten wieder aufgegeben wurde. Südlich von Auckland Island, getrennt durch die Meerenge Carnley Harbour, liegt Adams Island, nordöstlich von ihr Enderby Island, die drittgrößte Insel des Archipels. Die viertgrößte Insel, Disappointment Island, liegt 4 km weiter westlich.

## Flora und Fauna
Bekannt ist Auckland Island für eine verwilderte Hausschwein-Rasse, die Auckland Island Pigs. Sie wurden 1807 von den ersten Wal- und Robbenjägern auf die Insel gebracht, verwilderten und lebten rund einhundert Jahre weitgehend ungestört auf der Insel. Da sie der indigenen Flora und Fauna schweren Schaden zufügten, wurde 1999 vom neuseeländischen Department of Conservation ihre Beseitigung beschlossen. Nur 17 Schweine überlebten und wurden zum Erhalt der Rasse auf das neuseeländische Festland verbracht. Gezüchtete Auckland-Island-Schweine spielen bei der Forschung zur Xenotransplantation eine prominente Rolle. Wegen der vielen eingeschleppten Spezies kommen die endemischen Vogelarten der Aucklandinseln, wie beispielsweise die Aucklandente (Anas aucklandica), nicht mehr auf der Hauptinsel vor. Die geschützten Buchten im Osten der Insel sind die Heimat des Südinsel-Eisenholzes (Metrosideros umbellata), das hier die südlichsten Wälder Neuseelands bildet.